# Amine Guennichi
Amine Guennichi (arab. أمين قنيشي; ur. 16 marca 1999) – tunezyjski zapaśnik walczący w stylu klasycznym. Olimpijczyk z Tokio 2020, gdzie zajął jedenaste miejsce w kategorii 130 kg.
Wicemistrz igrzysk afrykańskich w 2019. Zdobył sześć medali na mistrzostwach Afryki w latach 2017 - 2023. Wygrał igrzyska panarabskie w 2023. Brązowy medalista igrzysk śródziemnomorskich w 2022. Trzeci na mistrzostwach śródziemnomorskich w 2018 roku.